# Hassan Saaid
Hassan Saaid (Gaafaru, 4 marzo 1992) è un velocista maldiviano.
Ha rappresentato l'arcipelago dell'Oceano Indiano in occasione dei Giochi olimpici di Rio de Janeiro 2016.

## Record nazionali
- 60 metri piani indoor: 6"75 ( Doha, 19 febbraio 2016)
- 100 metri piani: 10"33 (+1,9 m/s) ( Kingston, 16 aprile 2016)
- 200 metri piani: 20"75 (+1,0 m/s) ( Bangalore, 11 luglio 2016)
- 400 metri piani: 47"48 ( Kingston, 1º giugno 2013)
- Stafetta 4×100 metri: 41"21 ( Guwahati, 10 febbraio 2016)
- Stafetta 4×400 metri: 3'14"30 ( Saint-Paul, 6 agosto 2015)

## Palmarès
| Anno | Manifestazione                         | Sede           | Evento      | Risultato   | Prestazione | Note                                     |
| ---- | -------------------------------------- | -------------- | ----------- | ----------- | ----------- | ---------------------------------------- |
| 2010 | Giochi dell'Asia meridionale           | Dacca          | 4×100 m     | Bronzo      | 41"39       |                                          |
| 2010 | Campionati asiatici juniores           | Hanoi          | 200 m piani | Batteria    | 22"77       |                                          |
| 2010 | Campionati asiatici juniores           | Hanoi          | 400 m piani | Batteria    | 50"08       |                                          |
| 2010 | Giochi del Commonwealth                | Nuova Delhi    | 200 m piani | Batteria    | 22"07       |                                          |
| 2010 | Giochi del Commonwealth                | Nuova Delhi    | 400 m piani | Batteria    | 48"56       |                                          |
| 2010 | Giochi asiatici                        | Canton         | 200 m piani | Batteria    | 22"16       |                                          |
| 2013 | Campionati asiatici                    | Pune           | 200 m piani | Semifinale  | 21"37       | Record nazionale                         |
| 2014 | Giochi del Commonwealth                | Glasgow        | 100 m piani | Batteria    | 10"79       |                                          |
| 2014 | Giochi del Commonwealth                | Glasgow        | 200 m piani | Batteria    | 21"38       |                                          |
| 2014 | Giochi asiatici                        | Incheon        | 100 m piani | Semifinale  | 10"59       |                                          |
| 2014 | Giochi asiatici                        | Incheon        | 200 m piani | Semifinale  | 21"62       |                                          |
| 2015 | Campionati asiatici                    | Wuhan          | 100 m piani | Semifinale  | 10"50       |                                          |
| 2015 | Campionati asiatici                    | Wuhan          | 200 m piani | Semifinale  | 21"19       |                                          |
| 2015 | Campionati asiatici                    | Wuhan          | 4×100 m     | Batteria    | 41"90       |                                          |
| 2015 | Giochi delle isole dell'Oceano Indiano | Saint-Paul     | 100 m piani | Oro         | 10"51       |                                          |
| 2015 | Giochi delle isole dell'Oceano Indiano | Saint-Paul     | 200 m piani | Argento     | 21"07       |                                          |
| 2015 | Giochi delle isole dell'Oceano Indiano | Saint-Paul     | 4×400 m     | 5º          | 3'14"30     |                                          |
| 2015 | Mondiali                               | Pechino        | 100 m piani | Batteria    | 10"42       |                                          |
| 2016 | Giochi dell'Asia meridionale           | Guwahati       | 100 m piani | Argento     | 10"41       |                                          |
| 2016 | Giochi dell'Asia meridionale           | Guwahati       | 200 m piani | Argento     | 21"15       |                                          |
| 2016 | Giochi dell'Asia meridionale           | Guwahati       | 4×100 m     | 4º          | 41"21       |                                          |
| 2016 | Campionati asiatici indoor             | Doha           | 60 m piani  | 5º          | 6"84        |                                          |
| 2016 | Giochi olimpici                        | Rio de Janeiro | 100 m piani | Batteria    | 10"47       |                                          |
| 2017 | Giochi della solidarietà islamica      | Baku           | 100 m piani | 4º          | 10"42       |                                          |
| 2017 | Giochi della solidarietà islamica      | Baku           | 200 m piani | 6º          | 21"23       |                                          |
| 2017 | Campionati asiatici                    | Bhubaneswar    | 100 m piani | 4º          | 10"37       |                                          |
| 2017 | Mondiali                               | Londra         | 100 m piani | Batteria    | 10"45       |                                          |
| 2018 | Giochi asiatici                        | Giacarta       | 100 m piani | Semifinale  | 10"63       |                                          |
| 2018 | Giochi asiatici                        | Giacarta       | 200 m piani | dns         | dns         |                                          |
| 2019 | Campionati asiatici                    | Doha           | 100 m piani | Semifinale  | 10"56       |                                          |
| 2019 | Campionati asiatici                    | Doha           | 4×100 m     | Batteria    | 41"80       |                                          |
| 2019 | Giochi dell'Asia meridionale           | Katmandu       | 100 m piani | Oro         | 10"49       |                                          |
| 2019 | Giochi dell'Asia meridionale           | Katmandu       | 200 m piani | Bronzo      | 21"22       |                                          |
| 2021 | Giochi olimpici                        | Tokyo          | 100 m piani | Preliminari | 10"70       | Miglior prestazione personale stagionale |
| 2022 | Mondiali indoor                        | Belgrado       | 60 m piani  | Batteria    | 6"87        | Miglior prestazione personale stagionale |
| 2022 | Mondiali                               | Eugene         | 100 m piani | Batteria    | 10"83       |                                          |
| 2022 | Giochi del Commonwealth                | Birmingham     | 100 m piani | Batteria    | 10"75       | Miglior prestazione personale stagionale |
| 2022 | Giochi del Commonwealth                | Birmingham     | 200 m piani | Batteria    | 22"32       | Miglior prestazione personale stagionale |
| 2023 | Giochi asiatici                        | Hangzhou       | 100 m piani | Batteria    | 10"71       |                                          |
| 2023 | Giochi asiatici                        | Hangzhou       | 4x100 m     | Batteria    | 42"19       |                                          |
| 2024 | Mondiali indoor                        | Glasgow        | 60 m piani  | Batteria    | 6"93        | Miglior prestazione personale stagionale |
| 2025 | Mondiali indoor                        | Nanchino       | 60 m piani  | Batteria    | 7"05        |                                          |